# Tusa - Barcău
Tusa - Barcău este o arie protejată (sit de importanță comunitară — SCI) din România, desemnată în scopul protejării biodiversității și menținerii într-o stare de conservare favorabilă a florei spontane și faunei sălbatice, precum și a habitatelor naturale de interes comunitar aflate în arealul zonei de protecție. Aceasta se întinde pe o suprafață de 10,7 ha, integral pe uscat.

## Localizare
Centrul sitului Tusa - Barcău este situat la coordonatele 47°01′21″N 22°45′17″E / 47.022458°N 22.754678°E și se întinde în partea sud-estică Munților Plopișului, în extremitatea sud-vestică a județului Sălaj, în Țara Silvaniei (zona de contact a Crișanei cu Transilvania) pe teritoriul sud-vestic al satului Tusa (comuna Sâg), aproape de limita de graniță cu județul Cluj

## Înființare
Situl Tusa - Barcău ([Lista siturilor Natura 2000 din România#ROSCI0257|ROSCI0257]]) a fost declarat sit de importanță comunitară în decembrie 2007 pentru a proteja 1 specie de animale.

## Biodiversitate
Situată în ecoregiunea continentală, aria protejată conține 1 habitat natural: Păduri de fag Asperulo-Fagetum.
La baza desemnării sitului se află o specie protejată de  nevertebrate cunoscută sub denumirea de cosaș de munte cu picioare roșii (Odontopodisma rubripes)., specie (din familia Acrididae) protejată prin Directiva Consiliului European (anexa I-a) 92/43/CE din 21 mai 1992 (privind conservarea habitatelor naturale și a speciilor de faună și floră sălbatică)  și aflată pe lista roșie a IUCN, fiind considerată ca vulnerabilă.
Pe lângă speciile protejate, pe teritoriul sitului au mai fost identificate 1 specie de plante.